# Château de Boulogne
Ne doit pas être confondu avec Château de Boulogne-sur-Mer.
Le château de Boulogne  est un ancien château fort fondé aux XIe – XIIe siècles, aujourd'hui en ruine, dont les vestiges se dressent sur le territoire de la commune française de Saint-Michel-de-Boulogne dans le département de l'Ardèche, en région Auvergne-Rhône-Alpes. Les vestiges du château sont classés au titre des monuments historiques.

## Localisation
Les ruines très bien conservées du château sont situées sur la commune de Saint-Michel-de-Boulogne, dans le département français de l'Ardèche.

## Historique

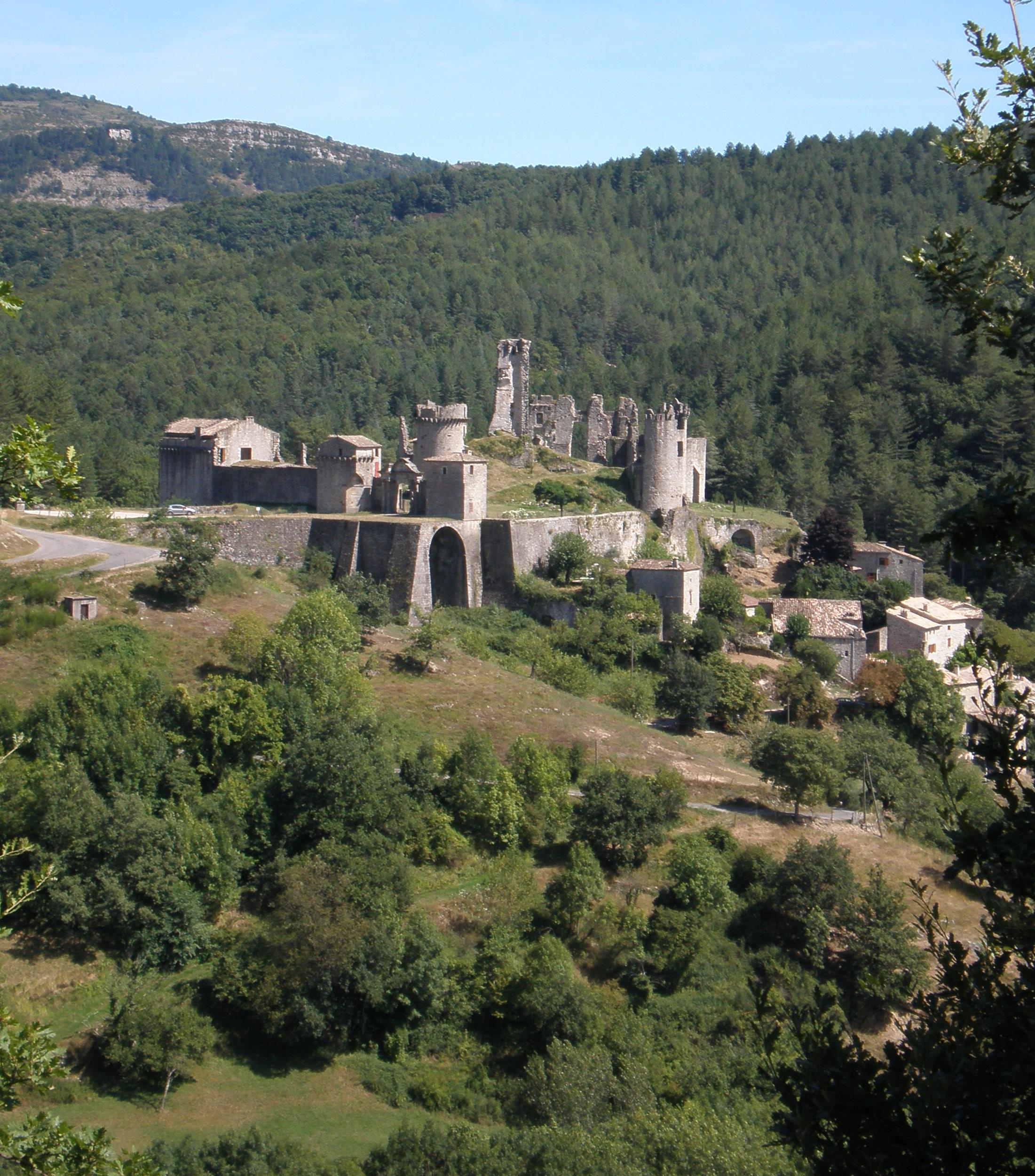
Le château de Boulogne.

Le château a été le centre de l'une des douze baronnies du Vivarais.
L'histoire du château fondé aux XIe – XIIe siècles est intimement liée à celle de la famille de Lestrange - L'Estrange, proche de la cour royale à partir du XIVe siècle. Raoul de L'Estrange l'acquiert en 1384 du comte de Poitiers-Valentinois Louis II ; en 1390 il achète également Grozon - Garezon au même Louis de Poitiers-Valentinois,. Raoul renforce alors le château grâce à l'héritage d'un frère archevêque. Vers 1510, Marie de Langeac, dame d'honneur de la reine, et épouse du baron, transforme la forteresse féodale en une superbe demeure Renaissance.
Le mariage en 1620 du baron de l'Estrange avec Paule de Chambaud baronne de Privas, fut à l'origine d'un célèbre épisode[Lequel ?] des guerres de Religion, et se termina par le siège de Privas (1629) par les troupes de Louis XIII. Le château resté intact jusqu'à la Révolution est par la suite vendu pierre à pierre.

## Description
Au XIe siècle, seuls un donjon carré, dont la partie basse présente un appareil en bossage, et une chapelle existaient. C'est au XIVe siècle que trois grandes tours rondes et des courtines sont rajoutées pour renforcer l'édifice.
Le château est transformé en résidence renaissance vers 1550. La Salle des Gardes, les écuries, le grand pont terrasse de l'entrée, le châtelet et son portail à fronton d'entrée renaissance à colonnes torses, orné d'une sculpture de la tête de Marie de Langeac, datent de cette époque.
Le château est en ruines, mais celles-ci sont régulièrement consolidées.

## Protection
Les ruines du château de Boulogne sont classées au titre des monuments historiques par arrêté du 17 juillet 1915.